# Équipe de France de football en 1940
Chronologie
Saison précédente Saison suivante
Cet article traite de l'année 1940 de l'Équipe de France de football.
Un drôle de match dans une drôle de guerre. Le choix se porte sur le Portugal, un pays neutre dans ce conflit. Les Autrichiens Hitl et Hiden, et le Hongrois Koranyi ont fui le nazisme et pris la nationalité française. Ce match fut la fin de carrière de beaucoup de joueurs.

## Buts
1-0 Heisserer (17e) : tir dans un angle fermé sur une passe d'Hitl.

2-0 Koranyi (23e) : percée en dribble et lobe Azevedo sur une passe de Jordan

3-0 Koranyi (75e) : après un tir de Courtois repoussé par Azevedo. 

3-1 Peyroteo (83e) 

3-2 Peyroteo (85e) 

## Le match
| Date            | Stade                          | Adversaire | Score | Comp | Buteurs français                    |
| 28 janvier 1940 | Parc des Princes Paris, France | Portugal   | V 3-2 | A    | Heisserer (17e), Koranyi (23e& 75e) |

A : Amical.

## Les joueurs
FRANCE
- Rodolphe Hiden (Racing Paris) (1re et dernière sélection)
- Jules Vandooren (Olympique lillois) (20e sélection)
- Étienne Mattler (FC Sochaux) (46e et dernière sélection) Capitaine
- François Bourbotte (SC Fives) (15e sélection)
- Auguste Jordan (Racing Paris) (11e sélection)
- Raoul Diagne (Racing Paris) (18e et dernière sélection)
- Roger Courtois (FC Sochaux) (21e sélection)
- Oscar Heisserer (Racing Paris) (14e sélection)
- Henri Hiltl (Racing Paris) (1re sélection)
- Désiré Koranyi (FC Sète) (3e sélection)
- Émile Veinante (Racing Paris) (24e et dernière sélection)

Réserves : Darui, Jasseron, Laune, Hermant et Danzelle.
PORTUGAL
- João Azevedo
- José Simões
- Gaspar Pinto
- Mariano Amaro
- Carlos Pereira
- Francisco Ferreira
- Adolfo Mourão
- Alberto Gomes
- Fernando Peyroteo
- Armando Ferreira
- João Cruz

Arbitré par M. Bainbridge (Angleterre)  